# Corynoptera propriospina
Corynoptera propriospina är en tvåvingeart som beskrevs av Werner Mohrig 1999. Corynoptera propriospina ingår i släktet Corynoptera och familjen sorgmyggor. Inga underarter finns listade i Catalogue of Life.